# Vicus Portae Raudusculanae
Il Vicus Portae Raudusculanae (vico di Porta Raudusculana) era una strada dell'antica Roma che collegava la Porta Raudusculana delle Mura Serviane, da cui prendeva il nome, alla Porta Ostiense delle Mura Aureliane, nell'avvallamento tra piccolo e grande Aventino.
È citato nella Base Capitolina come vicus Portae Rudusculanae.
Il vico separava le regioni augustee XII (Piscina Publica) e XIII (Aventinus).

## Descrizione
Il vico corrispondeva all'odierno Viale della Piramide Cestia.
Era la prosecuzione all'esterno delle Mura Serviane del Vicus Piscinae Publicae; fuori dalle Mura Aureliane, si univa alla via Ostiense.